# Coryphantha vaupeliana
Coryphantha vaupeliana är en kaktusväxtart som beskrevs av Boed.. Coryphantha vaupeliana ingår i släktet Coryphantha, och familjen kaktusväxter. Inga underarter finns listade i Catalogue of Life.